# 도금양
도금양(桃金孃)은 도금양과에 속하는 늘푸른 떨기나무이다. 인도·남부 중국·대만·필리핀·남부 말레이시아 등 남아시아와 동남아시아 원산이다. 습지나 건조한 땅을 가리지 않으며, 해발 2400미터까지 자란다.
키는 4미터에 이르고, 잎은 마주나고 긴 타원형이며 가장자리가 밋밋하고 길이 3∼6cm이다. 잎 뒤면에는 솜털이 나 있다. 히말라야에서는 산불을 막는 나무로 쓰이며, 열대 지방이나 아열대 지방에서는 정원에 심는 관상수로 인기가 좋다. 열매로 파이나 잼, 샐러드를 만들어 먹는다. 베트남에서는 술의 원료로 쓰기도 한다.
열매는 길이 10-15 mm이고, 자주색이며, 둥글고 3개 또는 4개의 방으로 구성되고, 식용할 수 있고 꽃받침조각이 오래 덮여 있으며 각 세포에 이중 줄에 40-45 개의 씨앗이 있다. 종자 분산은 과실을 상식하는 조류와 포유류에 의하여 이루어진다. 종자 생산 및 발아율이 높다.   

## 이명
학명 이명에는 Myrtus canescens Lour., Myrtus tomentosa Aiton, Rhodomyrtus parviflora Alston 및 Rhodomyrtus tomentosa (Aiton) Wight가 있다. 일반명 이명에는 실론 힐 구스베리 (영어), 다우니 머틀 (영어-플로리다), 다우니 로즈 머틀 (영어-플로리다), 페이 조아 (프랑스어), 힐 구스베리 (영어), 힐 구아바 (영어), Isenberg 부시 (영어-하와이) ), Myrte-groseille (프랑스어), Kemunting (말레이시아), Gangrenzi (중국) 도금란(桃金娘;중국) 및 Rose myrtle (영어-플로리다), 선인화(仙人花;일어)가 있다. 

## 재배 및 사용
히말라야에서는 방화에 사용되는 난연종으로서의 가능성을 보여 주고 있다.  열대와 아열대 지역의 정원에서 인기있는 관상용 식물로 풍부한 꽃과 달콤하고 식용 과일로 재배된다.  과일은 파이와 잼으로 만들거나 샐러드에 사용할 수 있다. 베트남 Phú Quốc에서 과일은 rượu sim이라는 와인을 생산하는 데 사용되며 젤리로 만들거나 시럽으로 갓 통조림으로 수출한다.

## 관리 [편집 소스]
일부 국가에서는 외부침략종이 되어 토종 동식물을 대체하며 큰 단일 특이 덤불을 형성하기도 한다. 특히 영향을 받는 지역은 플로리다, 하와이 및 프랑스령 폴리네시아이다.
평지소나무림에서 맹그로브 습지까지 다양한 서식지에 침입할 수 있다. 염분이 있는 해안 토양을 포함하여 광범위한 토양 유형에서 자란다. 그러나 과도운 염수 분무에 민감하다. 불에 적응하기 때문에 불이 난 후에도 번식할 수 있다.>
이 종은 플로리다의 토착 소나무의 지하층을 침범하여 밀집된 단일 문화 덤불을 형성하여 과밀과 경쟁을 통해 토착 동식물을 대체합니다. 침략 지역의 자연적인 화재 체제를 바꿀 가능성이있다. 
하와이 및 기타 태평양 섬에 대한 도양금의 위험 평가는 Kaulunani Urban Forestry Program 및 US Forest Service에 의해 작성되었다. 외계 식물 스크리닝 시스템은 Pheloung et al. (1999) 태평양 섬에서 사용하기 위해 약간 수정되었다. 결과는 8점으로 "Wawa 점수가 높은 하와이와 다른 태평양 섬에서 생태학적 또는 경제적으로 심각한 피해를 입힐 가능성이 높다. 하와이 및 / 또는 세계의 다른 부분에서 종 생물학 및 행동을 기술하는 출판된 자료를 기반으로 한다.“
통합 관리에서 묘목을 수동으로 제거할 수 있다. 성숙한 관목은 전기톱이나 브러시 커터를 사용하여 베어낼 수 있으며, 그루터기는 상업용 제초제로 처리한다. 
1920년경 플로리다와 하와이에 들어왔다 (Degener, 1963년 Langeland and Burks, 1999). 플로리다주에서는 현재 17개 카운티로 확산되었다 (Center for Natural Resources, 2003). 하와이에서는 1950년대까지 카우아이와 힐로에 단일종으로 덤불을 형성하고 있었다 (Hosaka and Thistle, 1954년 Langeland and Burks, 1999). 현재 하와이주의 잡초 목록에 있다 (Meyer, 1998 in PIER, 2003).  1998-2000년 플로리다 대학교에서 생태학을 설명하고이 종에 대한 효과적인 제어 방법을 결정하기 위한 연구가 수행되었다.
프랑스령 폴리네시아 Raiatea에서도 심각한 문제이다 (Meyer, 1998 in PIER, 2003).

## 도감

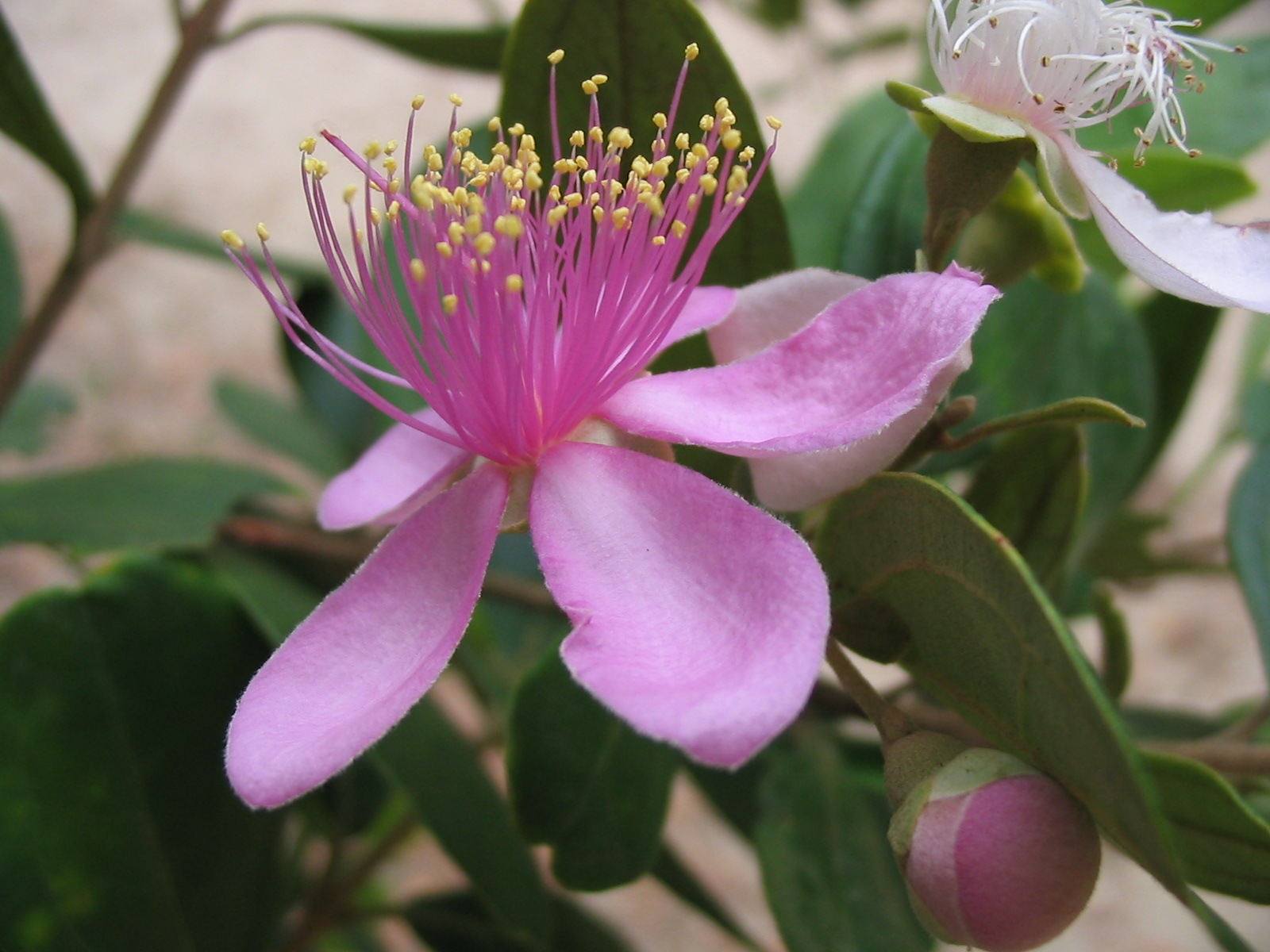
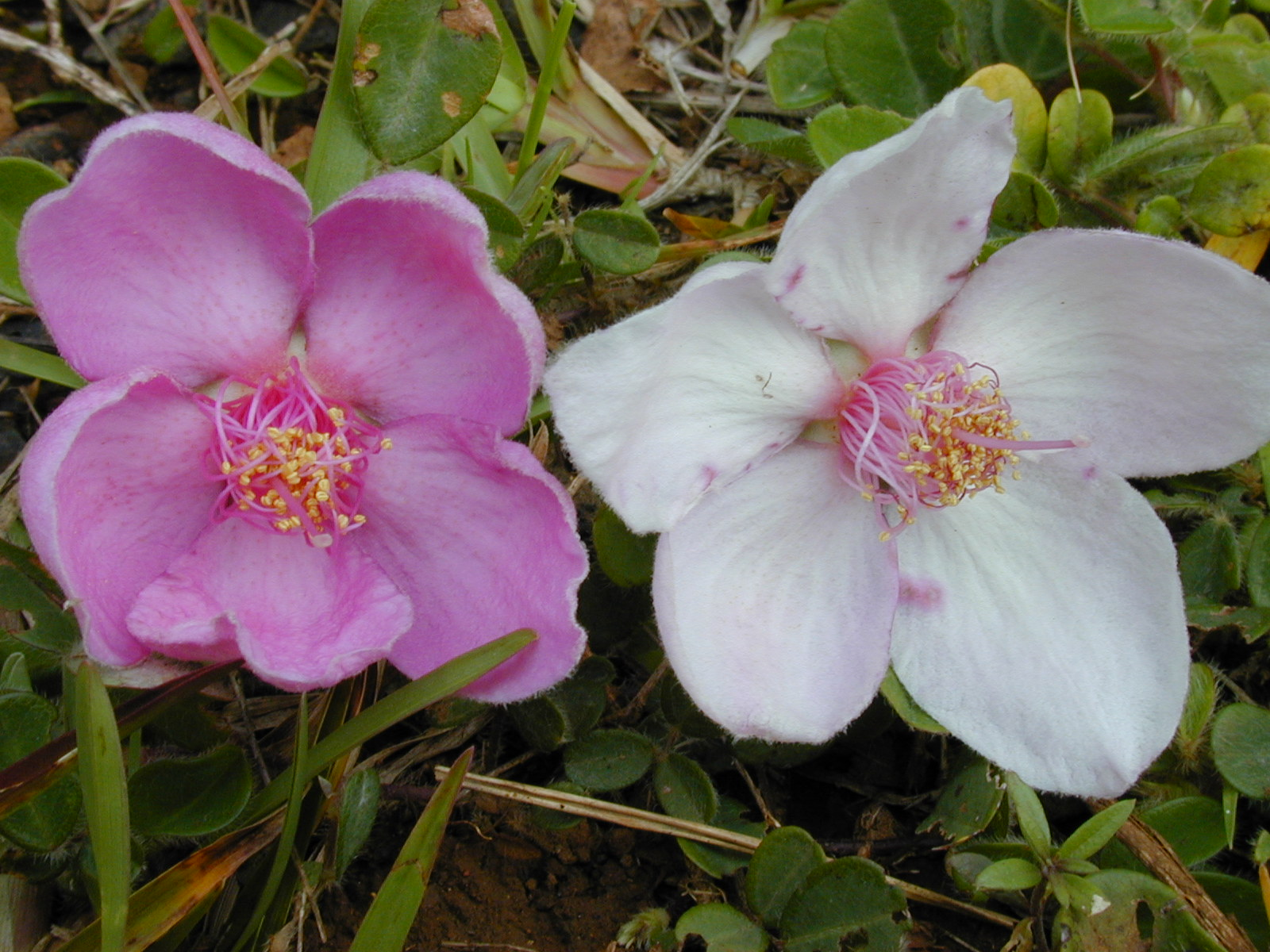
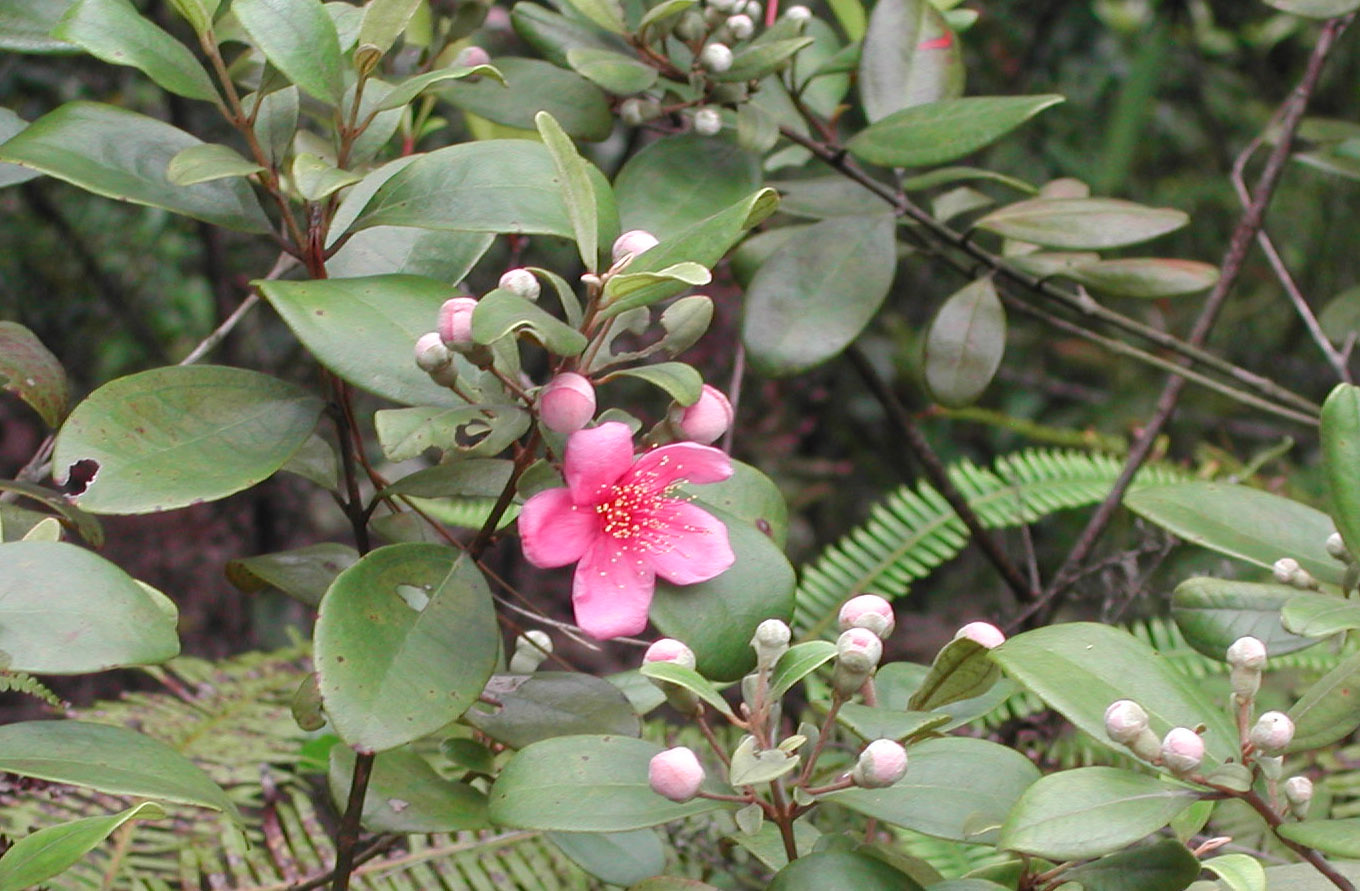
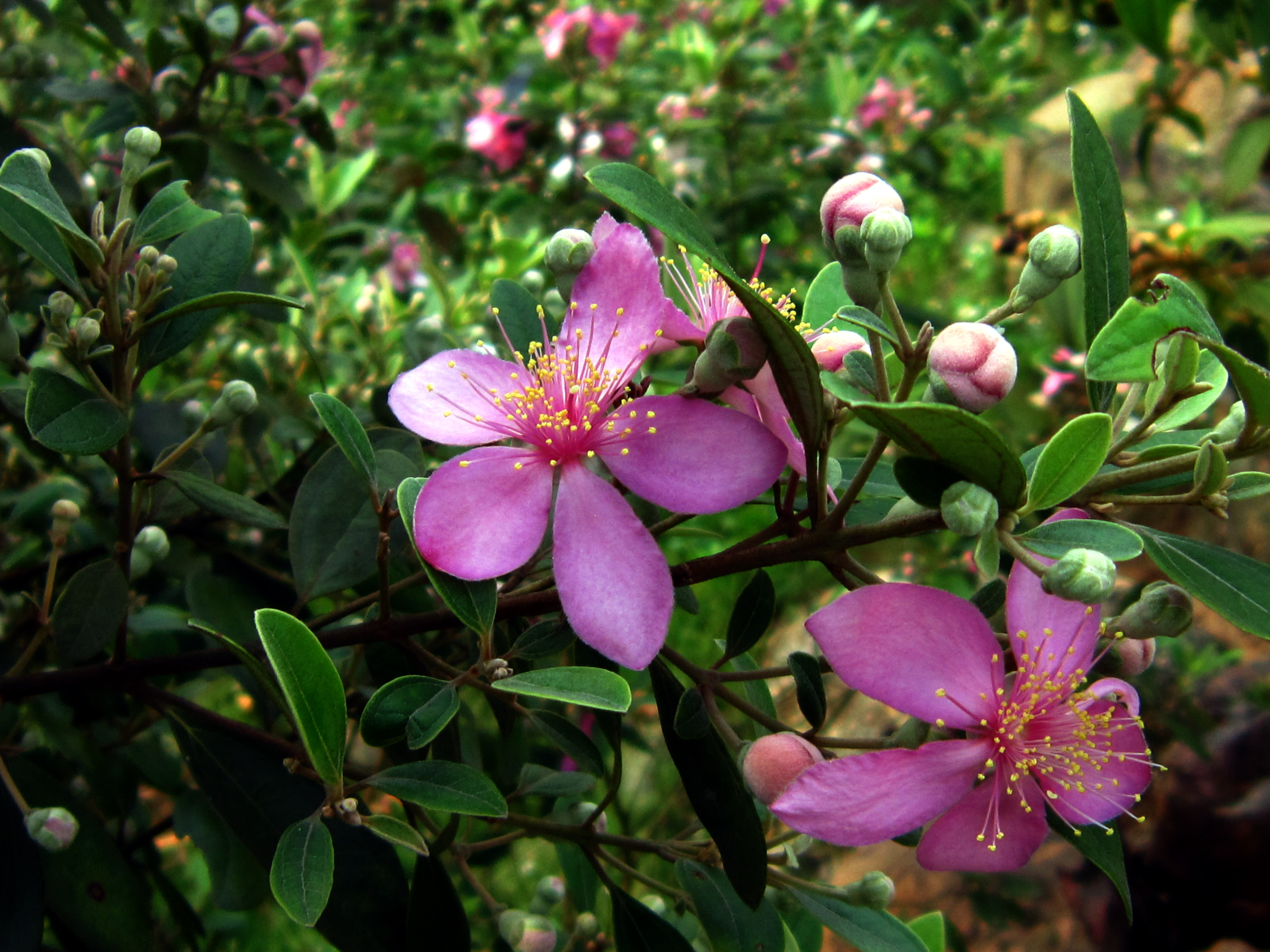
Rhodomyrtus tomentosa flowers
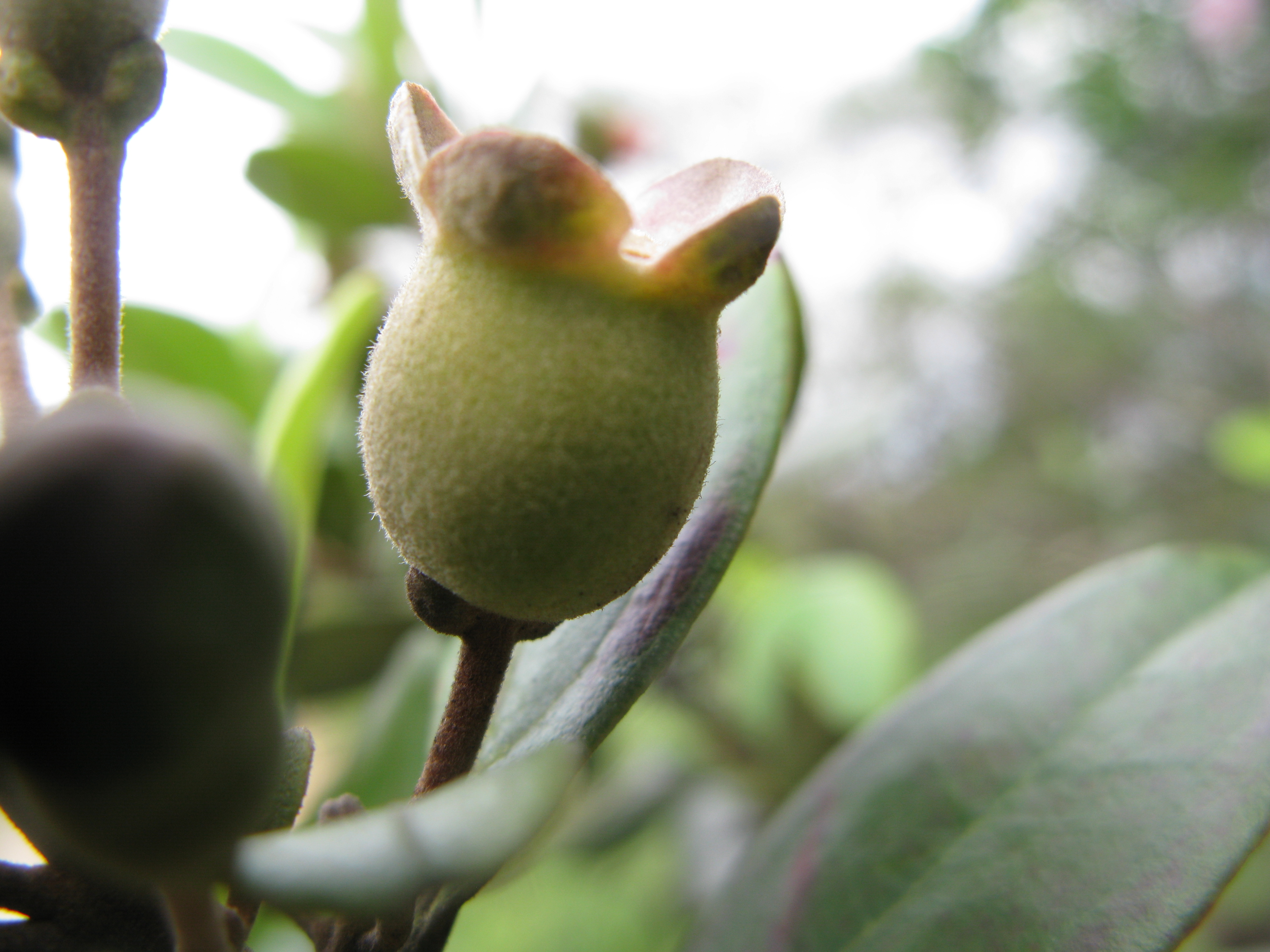
Rhodomyrtus tomentosa immature fruit.
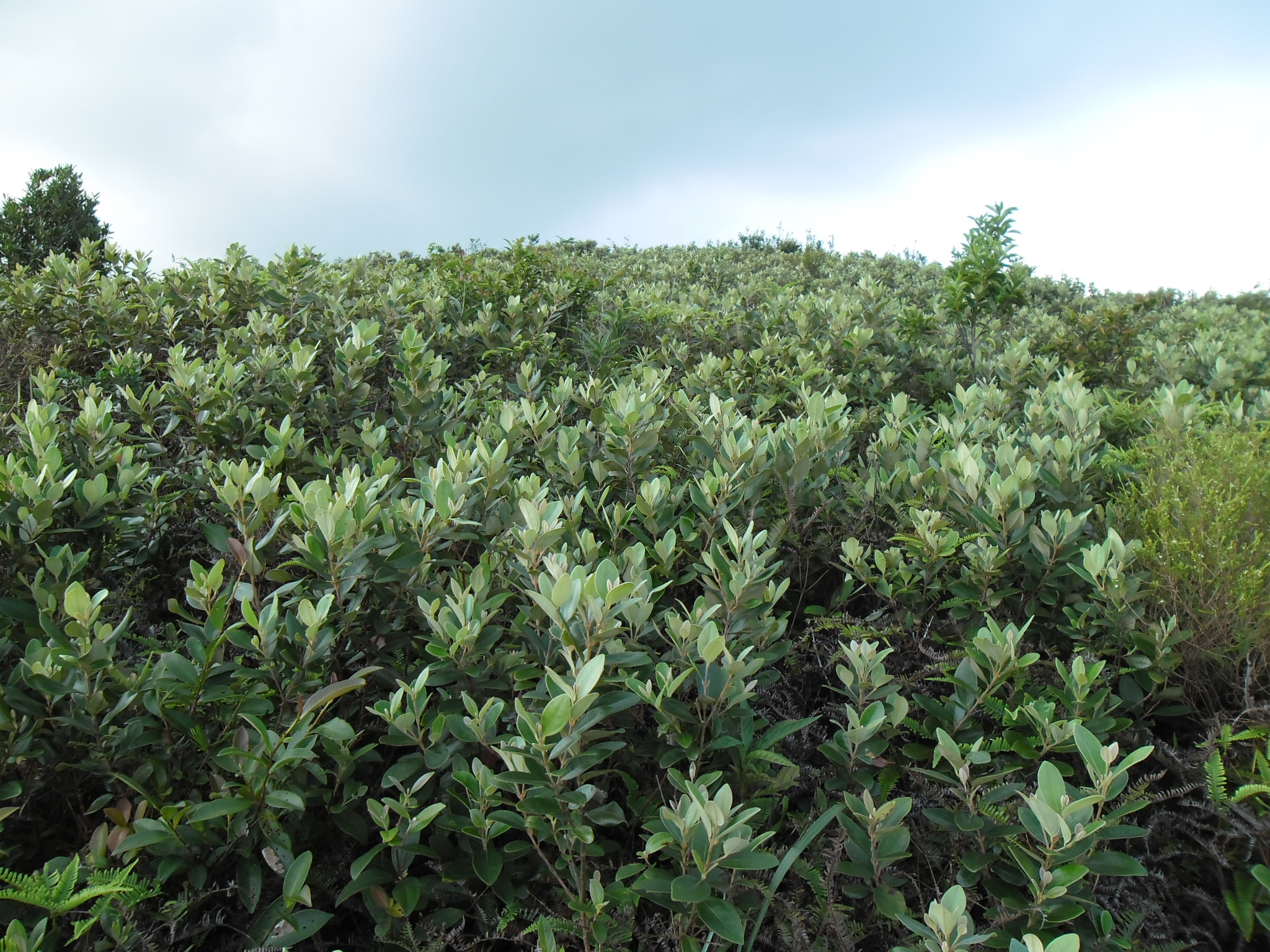
Rhodomyrtus tomentosa bushes in Sai Kung, Hong Kong.
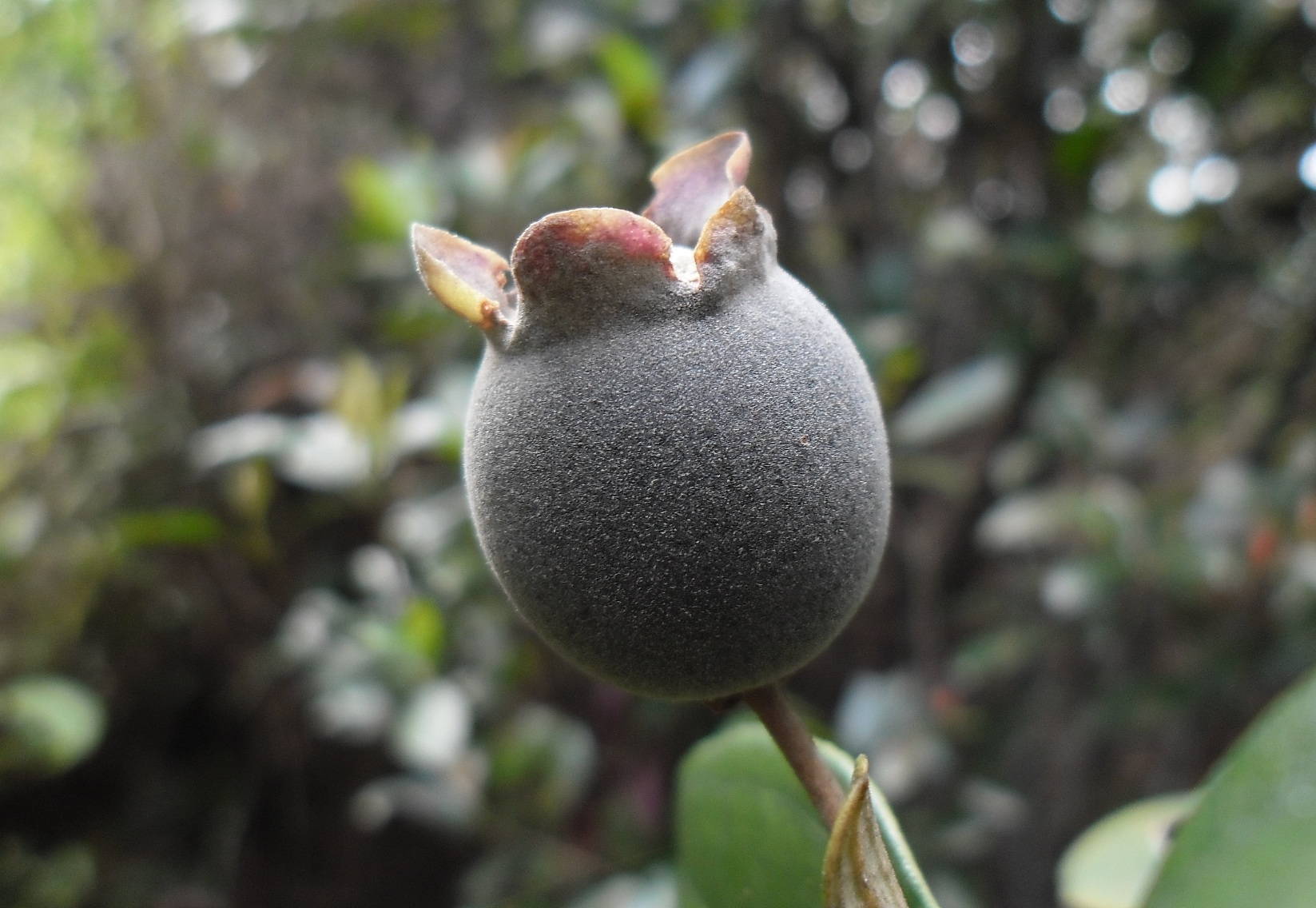
Up close, and high definition of the native rose myrtle, with a ripe fruit in Hong Kong.

## 원본문헌
1. English위키피디어 Rhodomyrtus tomentosa 2018.4.28.일자 인용
2. 中文위키피디어 桃金娘 2019年11月20日자인용
3. 日本語위키피디어 テンニンカ 2013년3월30일 자 인용